# Il Re Scorpione 3 - La battaglia finale
Il Re Scorpione 3 - La battaglia finale (The Scorpion King 3: Battle for Redemption) è un film direct-to-video del 2012 diretto da Roel Reiné.
È il terzo film dedicato al "Re Scorpione" dopo Il Re Scorpione, di cui è sequel, e Il Re Scorpione 2 - Il destino di un guerriero. Nel 2015 è uscito il sequel, Il Re Scorpione 4 - La conquista del potere.

## Trama
Anni dopo aver sconfitto il malvagio re Memnone, Mathayus permette che il suo regno vada in pezzi in seguito alla peste mortale che ha causato la morte di tutto il suo popolo, compresa la sua amata moglie Cassandra, e crede che il suo regno di nobiltà sia finito. Mathayus diventa quindi di nuovo un mercenario, proprio come lo era prima della sua guerra con Memnone. Ora il re Horus d'Egitto è il più potente sovrano del mondo, ma suo fratello minore, il principe Talus, desidera conquistare il regno di suo fratello da quando Horus è stato nominato re al posto suo. Per fare ciò, Talus, insieme al suo esercito, si reca in Estremo Oriente per conquistare il regno di Ramusan, ultimo alleato di Horus in Oriente e custode del leggendario Libro dei Morti. Per fermare Talus, Horus assume Mathayus e lo accoppia con il guerriero teutonico Olaf.
Talus rapisce la figlia di Ramusan, la principessa Silda. Ramusan poi dice a Mathayus che se riesce a salvare sua figlia, avrà il diritto di sposarla e fondare ancora una volta un regno. Mathayus accetta dopo aver scoperto che Silda è in possesso del Medaglione dell'Occhio di Dio, un antico talismano che permette a chi lo usa di controllare gli incantesimi nel Libro dei Morti. Prima che Mathayus riesca a salvare Silda, quest'ultima viene portata via dall'esercito ninja di "Cobra", il capo dei ribelli locali. Talus assume Mathayus e Olaf per riportare indietro la principessa e la testa di Cobra. Finiscono in un campo di esiliati guidato da Cobra, che si scopre essere la stessa Silda.
Talus arriva al palazzo di Ramusan e prende il Libro dei Morti mentre ferisce Ramusan. Con il libro e il medaglione preso in precedenza a Silda, Talus evoca i guerrieri dell'Aldilà Zulu Kondo, Agromael e Tsukai. In un test per vedere la loro forza, Talus ordina loro di uccidere i suoi uomini migliori, cosa che fanno facilmente. A Tsukai e Zulu Kondo viene ordinato di attaccare il campo degli esuli. Lavorando insieme, Mathayus, Olaf e i ninja di Silda riescono a sconfiggere Zulu Kondo in battaglia. Tuttavia, Tsukai riesce a scappare.
Mathayus e Olaf tornano al palazzo di Ramusan, ora quartier generale di Talus. Fingono di aver salvato Silda e presentano una testa mozzata presumibilmente appartenente a Cobra. Talus intende ancora sposare Silda e la porta nelle sue camere da letto. Mathayus attacca Talus, che viene salvato dal tempestivo intervento di Tsukai. Mathayus insegue Talus per recuperare il medaglione, mentre Silda affronta Tsukai. Allo stesso tempo, Olaf tenta di ottenere il Libro dei Morti ma deve combattere Agromael. I ninja fermano Talus e Mathayus, dopo aver recuperato il medaglione, in qualche modo trova il moribondo Ramusan e insieme usano il Libro dei Morti per impedire a Tsukai e Agromael di uccidere rispettivamente Silda e Olaf.
Con Ramusan morente tra le braccia di sua figlia e Talus lasciato ad affrontare l'ira dei ninja, Tsukai e Agromael si inchinano a Mathayus come nuovo sovrano, avendo recitato l'incantesimo del libro con in possesso il sacro medaglione. Quando Horus arriva alle porte della città, viene accolto da Mathayus, che ha ripreso il ruolo di Re Scorpione.
Successivamente viene rivelato che Mathayus e Silda hanno condiviso un bacio la notte della loro precedente festa.

## Produzione

### Cast
Ad interpretare il personaggio di Mathayus, Re Scorpione, ruolo che fu di The Rock nel primo film della serie, è stato chiamato l'attore canadese Victor Webster, mentre Billy Zane è il perfido Re Talus e l'esperto Ron Perlman (già Hellboy sul grande schermo), è Horus. Un'altra star della WWE è presente in questo film, infatti Dave Bautista interpreta il ruolo di Agromael.